# Mudcrutch
I Mudcrutch sono stati un gruppo musicale statunitense fondato a Gainesville (Florida), conosciuto per essere uno dei primi gruppi di Tom Petty.

## Storia
Si formarono nel 1970 sulla base della prima band di Petty, i Sundowners, poi chiamati The Epics, e quindi Mudcrutch.
Il gruppo era originariamente formato da Petty (basso e voce), Tom Leadon (chitarra e voce), Randall Marsh (batteria) e Mike Campbell (chitarra). Leadon abbandonò la band nel 1972 e venne rimpiazzato dal chitarrista\cantante Danny Roberts. Si aggiunse alla formazione anche un tastierista, Benmont Tench. Prendendo spunto dai Beatles al Cavern Club di Liverpool, i Mudcrutch furono la band del Dub's Diner nella loro città natia, Gainesville.
Nel 1974, i Mudcrutch firmarono un contratto con la Shelter Records e si spostarono a Los Angeles. La band pubblicò un singolo, Depot Street, nel 1975, che non entrò mai nelle classifiche ufficiali. La band si sciolse definitivamente poco più tardi nello stesso anno. Petty, Campbell e Tench proseguirono insieme, formando gli Heartbreakers nel 1976 con Stan Lynch e Ron Blair, anche loro di Gainesville.

## Il ritorno del 2008
Nell'agosto del 2007, i membri originali dei Mudcrutch si riunirono e registrarono un album, Mudcrutch, che uscì il 29 aprile 2008, per la Reprise Records. Contiene 14 canzoni fra vecchie e nuove (fra le altre la hit Scare Easy, inserita nella colonna sonora del film Appaloosa). La band ha poi promosso l'album con una breve tournée in California.
Nell'ottobre del 2017, Tom Petty muore di un attacco al cuore, e il gruppo si scioglie di nuovo.

## Formazione
- Tom Petty – basso (1971–1974, 2007–2017), cori (1971–1973, 2007–2017), voce, armonica (1973–1975, 2007–2017), chitarra ritmica (1973–1975), tastiere (1971–1973)
- Mike Campbell – chitarra solista (1971–1975, 2007–2017), cori e voce (2015–2017)
- Benmont Tench – tastiere, cori (1973–1975, 2007–2017), voce (2007–2017)
- Randall Marsh – batteria (1971–1975, 2007–2017), cori e voce (2015–2017)
- Tom Leadon – chitarra ritmica, cori (1971–1972, 2007–2017), voce (2007–2017)
- Jim Lenahan – voce (1971–1972)
- Danny Roberts – chitarra ritmica/basso e cori (1973–1974)
- Charlie Souza – basso (1974–1975)

## Discografia

### Album
- 2008 - Mudcrutch
- 2016 - 2

### Singoli
- 1971 - Up in Mississippi Tonight b/w Cause Is Understood (Pepper 9449)
- 1975 - Depot Street b/w Wild Eyes (Shelter SR-40357)
- 2008 - Scare Easy (March 25, 2008)
- 2016 - Trailer
- 2016 - Hungry No More
- 2016 - I Forgive it All

### Compilation
- 1995 - Playback (box set compilation di Tom Petty and the Heartbreakers)